# Audi A4 B9
L'Audi A4 B9 (sigla di progetto: Typ 8W) è la quinta generazione del modello A4, un'autovettura di fascia medio-alta (Segmento D) prodotta dalla casa automobilistica tedesca Audi dal 2015 al 2024.

## Storia
A fine giugno 2015 vengono svelate le foto e le prime informazioni della quinta generazione della Audi A4, anche nella versione wagon A4 Avant. La nuova A4, presentata ufficialmente al Salone dell'automobile di Francoforte, è arrivata sul mercato a fine 2015.

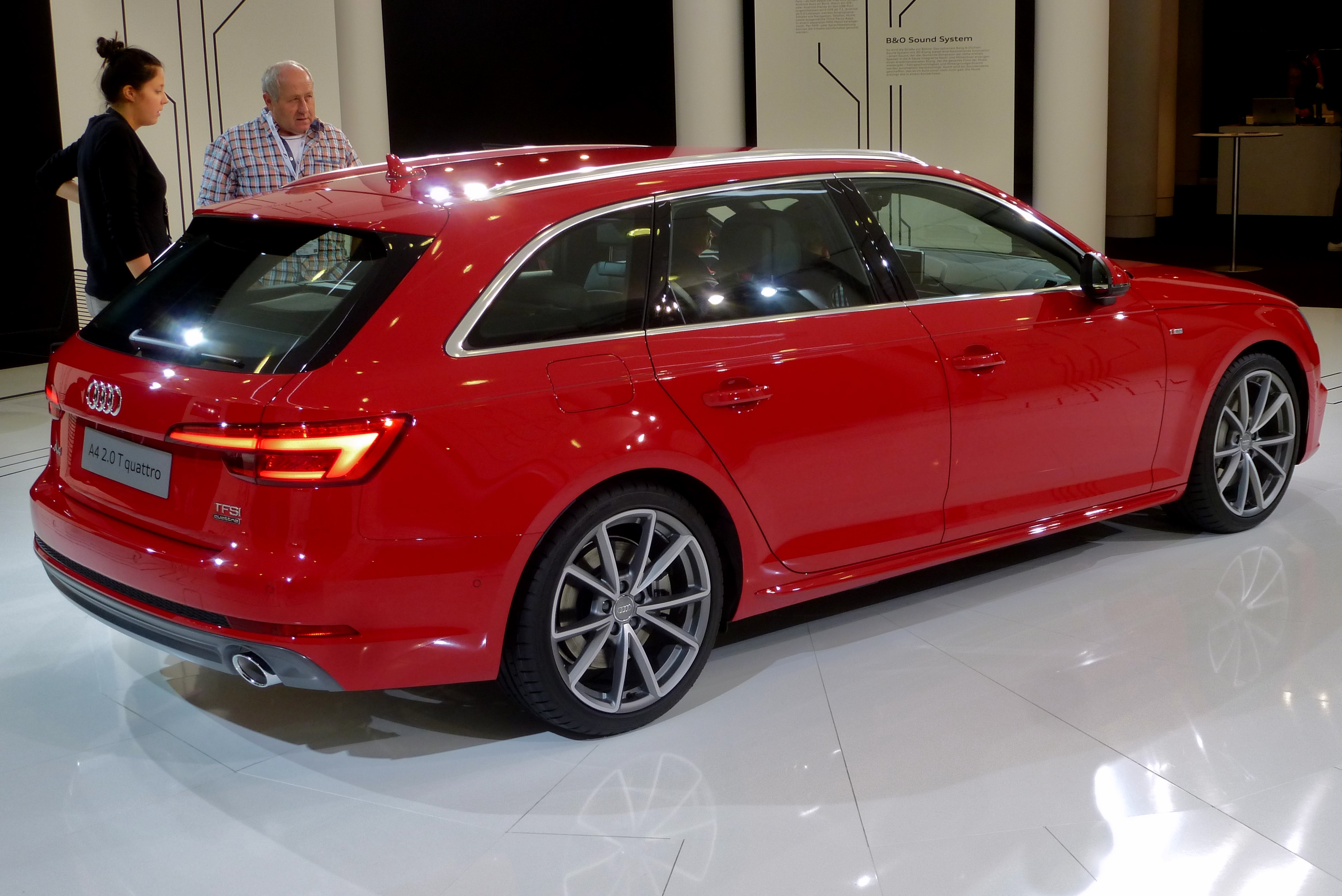
Posteriore Audi A4 B9 Avant

Il cambiamento è notevole, ma non stravolgente rispetto al modello precedente, il minor peso e l'aerodinamica affinata consentono un incremento delle prestazioni con una riduzione dei consumi. La nuova Audi A4 è più lunga di 2,5 cm e più larga di 1,6 cm. Mentre le dimensioni non sono cresciute di molto (nel complesso la vettura è lunga 4,73 metri, larga 1,84 e alta 1,43), lo spazio interno è stato sfruttato al meglio, migliorando l'abitabilità dei passeggeri posteriori che hanno a disposizione 2,3 cm in più per le gambe. La A4 è più leggera rispetto alla vecchia generazione, con un peso di soli 1.320 kg montando il motore 1.4 TFSI, e ciò testimonia che la nuova Audi A4 è stata oggetto di una dieta dimagrante che le ha consentito di perdere una media di 120 kg per ogni versione, rendendola la più leggera della sua categoria. Gran parte del merito va alla nuova piattaforma Volkswagen MLB Evo del gruppo Volkswagen e all'uso di componenti in lega leggera per la realizzazione con un largo uso di alluminio e acciai ad altissima resistenza. Per quanto riguarda la sospensione anteriore, ritroviamo il consueto quadrilatero alto ad asse sterzante virtuale in alluminio; il retrotreno invece è stato completamente riprogettato adottando sempre un multilink, ma ora a 5 bracci separati.

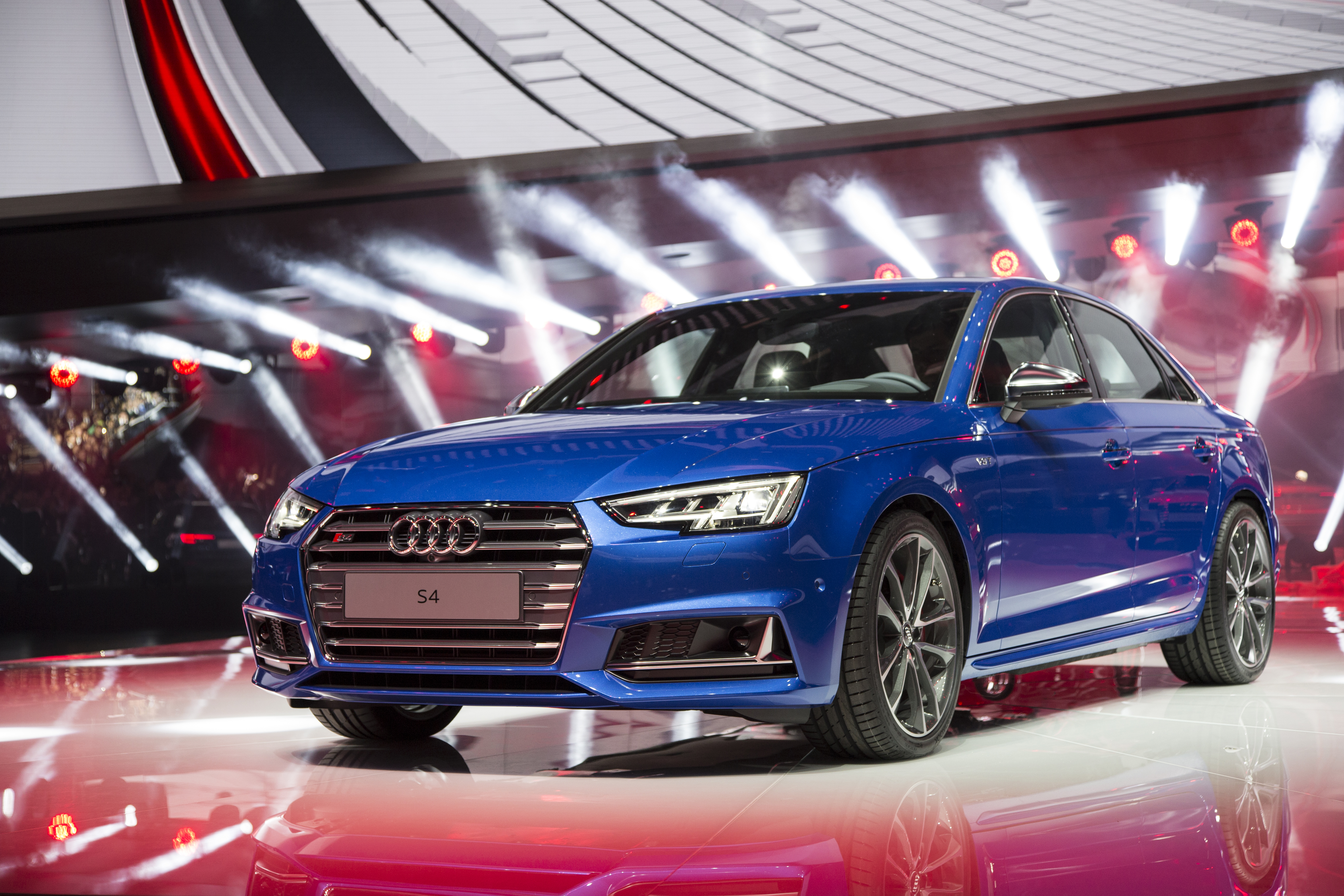
Audi S4 B9 del 2015

La nuova Audi A4 propone tre motori turbo a iniezione diretta di benzina: dal 1.4 litri 150 CV al 2 litri TFSI in due livelli di potenza, 190 o 252 CV. Il diesel parte invece con il 2 litri da 150 CV dotato di una coppia massima di 320 Nm che consente alla vettura di scattare da 0 a 100 in 8,7 secondi per raggiungere i 219 km/h. La versione intermedia è costituita dal TDI della stessa cilindrata, ma da 190 CV, mentre la top di gamma diesel prevede un V6 a gasolio di tre litri da 218 o 272 CV.
Al Salone di Francoforte 2015 viene presentata la Audi S4, una versione sportiva ma che mantiene un'estetica molto simile alle altre versioni. Grazie al suo peso contenuto in soli 1.630 kg, lo scatto da 0 a 100 km/h avviene in 4,7 secondi e la velocità massima è autolimitata a 250 km/h, il consumo medio è di 7,4 litri ogni 100 km e le emissioni di anidride carbonica sono di 170 g/km. Monta un motore V6 3.0 TFSI che eroga 354 CV e 500 Nm di coppia che è disponibile da 1.300 a 4.500 giri e la trasmissione è affidata a un cambio automatico Tiptronic con otto marce e alla trazione integrale quattro.
Audi A4 Avant g-tron a metano è disponibile in Italia a partire da gennaio 2020 e utilizza il motore 2.0 TFSI da 170 CV, ovvero il 4 cilindri 16V sovralimentato mediante turbocompressore. Le bombole sono realizzate in polimeri rinforzati con fibra di carbonio (CFRP) e fibra di vetro (GFRP), in modo da ridurre il peso del 56% rispetto all'acciaio; la loro capacità è di 17,3 kg (a 200 bar). Il serbatoio della benzina ha una capienza di 7 litri che consente l’omologazione come monovalente.
La versione Allroad ha la stessa identica base meccanica dell'A4 Avant, ma ha un assetto rialzato di 36mm, come motorizzazioni il benzina era offerto solo nella versione da 252 CV, abbinati alla nuova trazione integrale Quattro Ultra. Per quanto riguarda i motori diesel la scelta era tra i 2.0 tdi da 163 o 190 CV (abbinabili anche al cambio doppia frizione S-tronic a 7 rapporti), a partire dal 2017 la trazione integrale passa dalla Quattro (con differenziale centrale Torsen), alla Quattro Ultra, la quale permette di ridurre i consumi di 0,3l/100 km, oltre a ridurre le emissioni, il 3.0tdi da 272 CV è dotato di cambio a 8 rapporti Tip-tronic (a convertitore di coppia) e trazione Quattro (con differenziale centrale Torsen).

## Restyling 2019

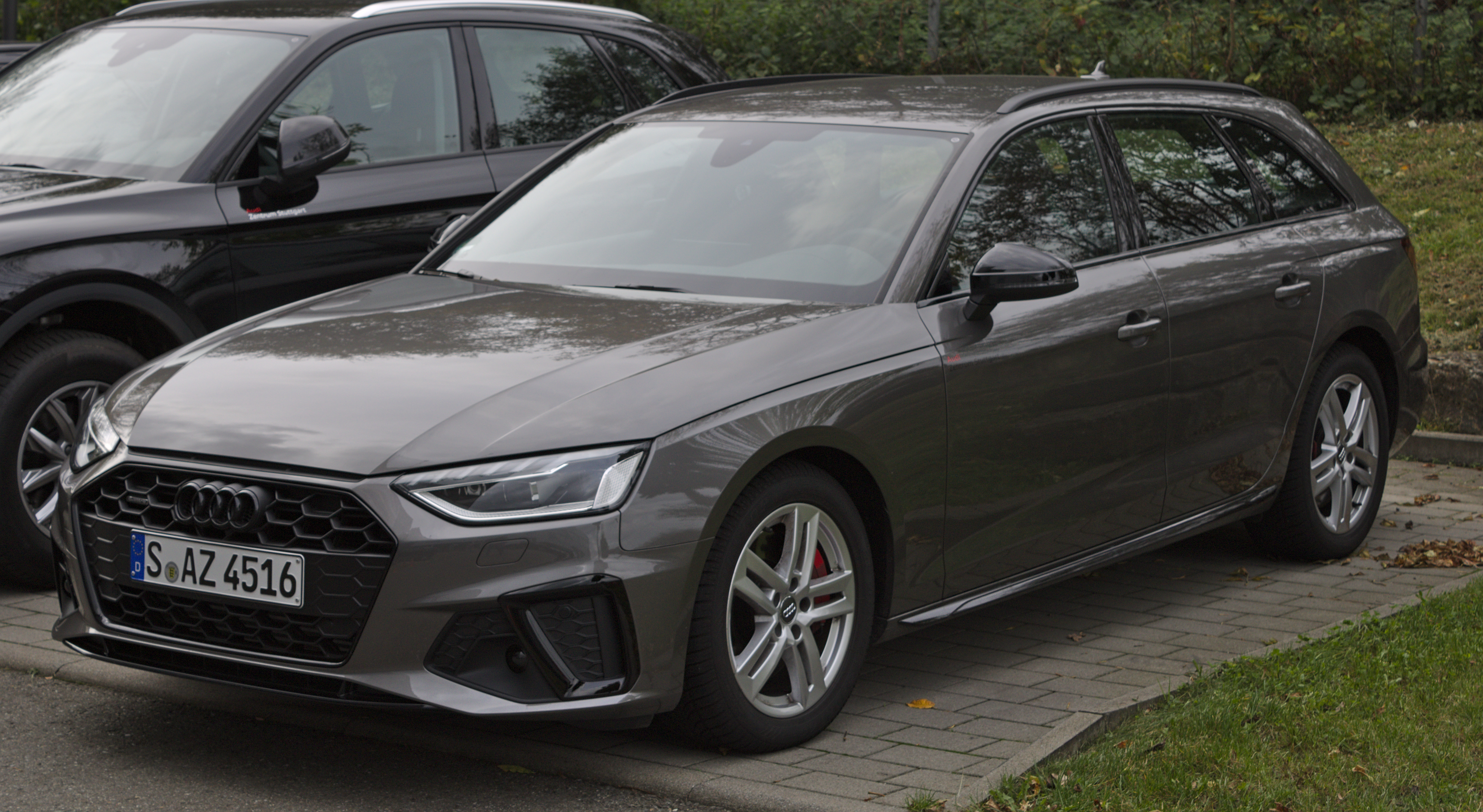
Audi A4 Avant Restyling

Nel maggio 2019 la vettura è stata sottoposta a un restyling, in cui sono stati modificati il paraurti anteriore e posteriore, il design dei fari e delle luci posteriori. Con l'aggiornamento, i fari e le luci posteriori a LED sono di serie, con l'opzione di avere i fari con abbaglianti automatici e a matrice di LED.
La gamma di motori comprende tre motori a benzina a quattro cilindri da 2 litri (TFSI) da 110 kW (150 CV), 140 kW (190 CV) e 180 kW (245 CV). Per i motori diesel sono disponibili quattro motori TDI a quattro cilindri da 2 litri e la loro potenza varia da 100 a 140 kW (da 136 a 190 CV). Inoltre, è disponibile un 3 litri da V6 TDI 170 kW (231 CV) dotato di serie di trazione integrale (Torsen), affiancato dal 3.0 litri V6 TDI da 286cv. Tutti i motori diesel sono dotati di serie del filtro antiparticolato e il sistema Ad-Blue.
La S4 un motore 3,0 litri V6 TDI da 255 kW (347 CV) 700 Nm di coppia, abbinato a un sistema elettrico a 48 V il quale azione, tra le altre cose, un compressore elettrico che alimenta il motore, formando un sistema di sovralimentazione misto insieme al turbo.
Tutti i motori, a eccezione dell'S4 TDI, dispongono di un sistema ibrido leggero da 12 volt con un moto-generatore a cinghia e una batteria agli ioni di litio. Il sistema entra in funzione spegnendo il motore, facendo veleggiare la vettura per risparmiare carburante (nelle trasmissioni automatiche) e nelle ripartenze dopo l'intervento del sistema start/stop.
All'interno, nella console centrale, c'è un nuovo lo schermo touchscreen da 10,1 pollici,  azionabile sono attraverso i comandi tattili e vocali; ciò ha portato la rimozione del rotore tra i sedili e di alcuni pulsanti nella consolle centrale. Il sistema di infotainment si basa sulla terza generazione del MMI. Il quadro strumenti, sempre digitale, ha un display di maggiori dimensioni con una maggiore risoluzione.

## Motorizzazioni
| Modello          | Disponibilità    | Motore                                                                                       | Cilindrata cm³   | Potenza          | Coppia Max Nm       | Emissioni CO2 (g/km) | 0–100 km/h (secondi) | Velocità max (km/h) | Consumo medio (l/100 km) |
| Motori a benzina | Motori a benzina | Motori a benzina                                                                             | Motori a benzina | Motori a benzina | Motori a benzina    | Motori a benzina     | Motori a benzina     | Motori a benzina    | Motori a benzina         |
| ---------------- | ---------------- | -------------------------------------------------------------------------------------------- | ---------------- | ---------------- | ------------------- | -------------------- | -------------------- | ------------------- | ------------------------ |
| 1.4 TFSI         | dal debutto      | Motore in linea 4 cilindri 16 valvole, Iniezione diretta, Turbocompressore                   | 1395             | 110 kW (150 CV)  | 250 @ 1500-3500 rpm | 119-128              | 8,5-9                | 210                 | 5,2-5,4                  |
| 2.0 TFSI ultra   | dal debutto      | Motore in linea 4 cilindri 16 valvole, Iniezione diretta, Turbocompressore                   | 1984             | 140 kW (190 CV)  | 320 @ 1450-4200 rpm | 116-129              | 7,2-7,5              | 240                 | 5,1-5,6                  |
| 2.0 TFSI         | dal debutto      | Motore in linea 4 cilindri 16 valvole, Iniezione diretta, Turbocompressore                   | 1984             | 185 kW (252 CV)  | 370 @ 1600-4500 rpm | 129-139              | 5,8-6,3              | 250 (limitata)      | 5,7-6,1                  |
| 3.0 TFSI (S4)    | dal 2016         | Motore a V 6 cilindri 24 valvole, Iniezione diretta, Turbocompressore                        | 2995             | 260 kW (354 CV)  | 500 @ 1300-4500 rpm | 166-175              | 4,7-4,9              | 250 (limitata)      | 7,3-7,6                  |
| 2.9 TFSI (RS4)   | dal 2017         | Motore a V 6 cilindri 24 valvole, Iniezione diretta, Turbocompressore                        | 2894             | 331 kW (450 CV)  | 600 @ 1900-5000 rpm | 166-175              | 4,1                  | 250 (limitata)      | 8,8                      |
| Motori diesel    |                  |                                                                                              |                  |                  |                     |                      |                      |                     |                          |
| 2.0 TDI          | dal 05/2016      | Motore in linea 4 cilindri 16 valvole, Common rail, Filtro antiparticolato, Turbocompressore | 1968             | 90 kW (122 CV)   | 270 @ 1500-3000 rpm | 103-112              | 10,2-10,5            | 205                 | 4,0-4,3                  |
| 2.0 TDI          | dal debutto      | Motore in linea 4 cilindri 16 valvole, Common rail, Filtro antiparticolato, Turbocompressore | 1968             | 110 kW (150 CV)  | 320 @ 1500-3250 rpm | 95-106               | 8,5-9,2              | 210-221             | 3,7-4,1                  |
| 2.0 TDI          | dal debutto      | Motore in linea 4 cilindri 16 valvole, Common rail, Filtro antiparticolato, Turbocompressore | 1968             | 140 kW (190 CV)  | 400 @ 1750-3000 rpm | 99-116               | 7,2-7,9              | 210-240             | 3,8-4,5                  |
| 3.0 TDI          | dal 10/2015      | Motore a V 6 cilindri 24 valvole, Common rail, Filtro antiparticolato, Turbocompressore      | 2967             | 160 kW (218 CV)  | 400 @ 1250-3750 rpm | 109-123              | 6,3-6,7              | 250                 | 4,2-4,7                  |
| 3.0 TDI          | dal debutto      | Motore a V 6 cilindri 24 valvole, Common rail, Filtro antiparticolato, Turbocompressore      | 2967             | 200 kW (272 CV)  | 600 @ 1500-3000 rpm | 129-134              | 5,3                  | 250 (limitata)      | 4,9-5,1                  |

## Riconoscimenti
- Volante d'Oro 2015[7]